# 경제상호원조회의

경제상호원조회의의 로고

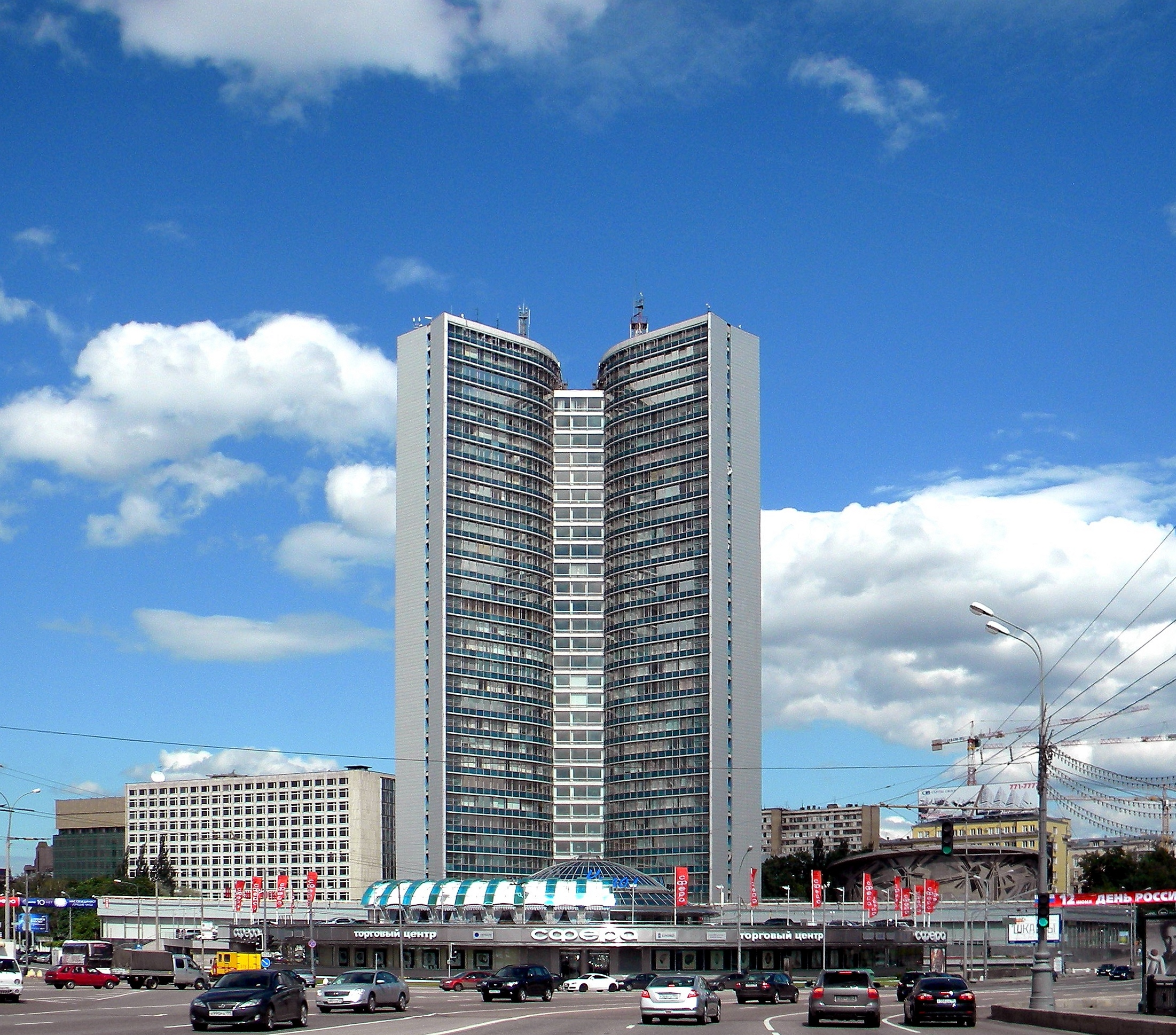
경제상호원조회의 본부로 사용된 러시아 모스크바의 빌딩

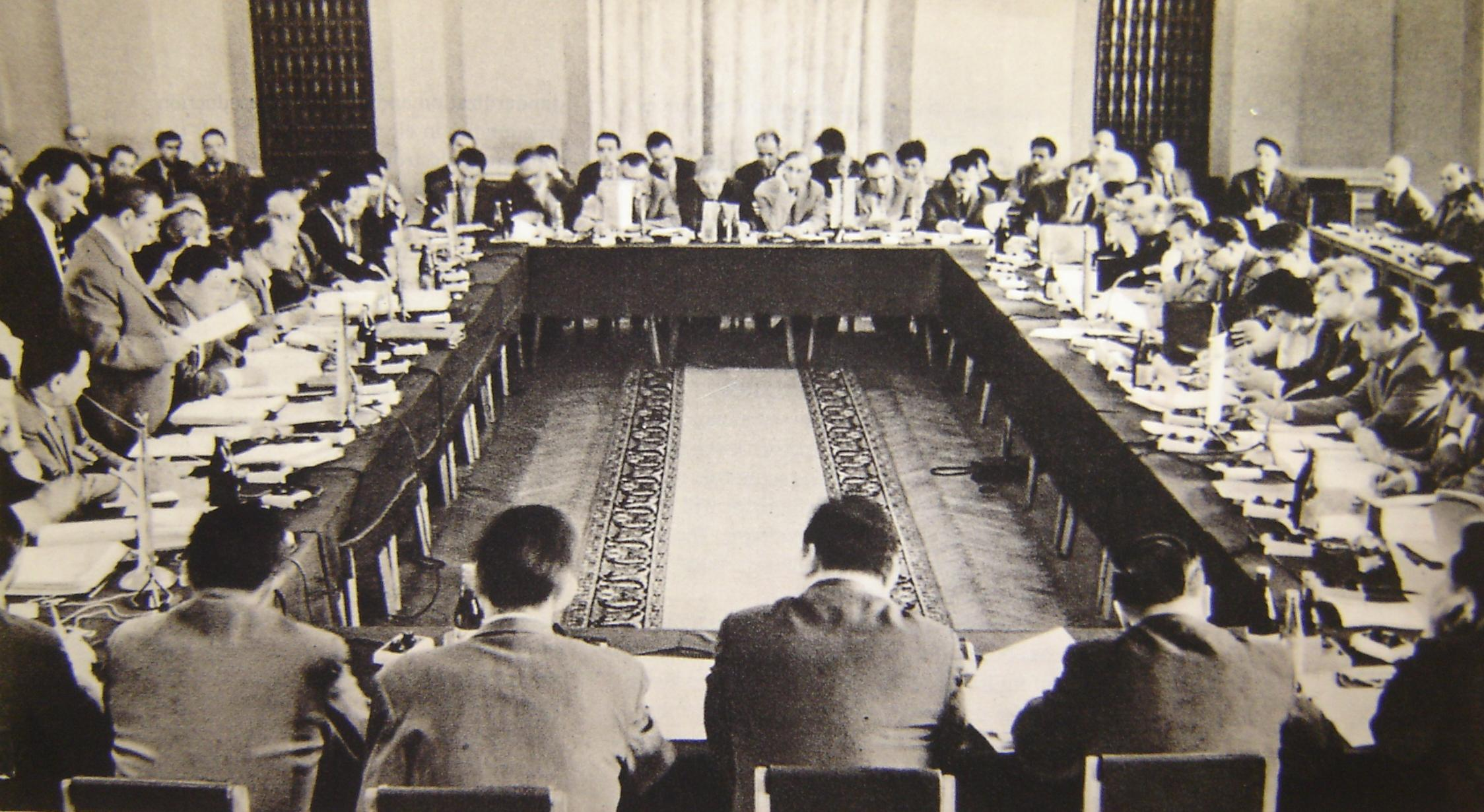
1964년에 열린 경제상호원조회의 집행위원회 회의

경제상호원조회의(經濟相互援助會議, 러시아어: Сове́т экономи́ческой взаимопо́мощи 소베트 예코노미체스코이 브자이모포모시[*], 약칭 СЭВ, 문화어: 경제호상원조리사회(經濟互相援助理事會), 쎄브)는 1949년 1월 5일부터 1월 8일 사이에 소련 모스크바에서 소련의 주도 아래 중앙유럽 국가들을 중심으로 한 공산주의 국가의 경제 협력 기구로서 결성되었다. 간략하게 코메콘(COMECON, Council for Mutual Economic Assistance)이라고 부르기도 한다. 본부는 소련 모스크바에 있었다.
이 기구는 제2차 세계 대전 이후에 미국이 실시한 유럽 재건, 원조 계획인 마셜 플랜에 대항하기 위해 설립되었다. 당초 가맹국은 소련, 폴란드, 체코슬로바키아, 헝가리, 루마니아, 불가리아 6개국이었으며 1949년 2월에는 알바니아가 가맹하였다.
1950년에는 동독, 1962년에는 몽골, 1972년에는 쿠바, 1978년에는 베트남이 가입하였다. 알바니아는 1961년 소련과의 정치적 분쟁을 이유로 활동을 중단했으며 1987년에 완전히 탈퇴했다. 최종적으로 가맹국은 10개국이 되었다. 그 밖에 유고슬라비아(1964년)가 준가맹국, 핀란드(1973년), 이라크, 멕시코(1975년)가 비사회주의 협력국, 조선민주주의인민공화국(1949년), 베트남(1949년), 앙골라(1976년), 니카라과(1984년), 모잠비크(1985년), 아프가니스탄, 에티오피아, 라오스, 남예멘(1986년)이 참관국 지위에 있었다. 중화인민공화국은 1949년에 참관국 지위를 획득했지만 1961년 중소 분쟁을 계기로 활동을 중단했다. 경제상호원조회의는 냉전의 종결과 수반해 1991년 6월 28일에 해체되었다.

## 언어별 명칭
| 회원국         | 공용어         | 정식 명칭                                                                                 | 약칭            |
| -------------- | -------------- | ----------------------------------------------------------------------------------------- | --------------- |
| 동독           | 독일어         | Rat für gegenseitige Wirtschaftshilfe                                                     | RGW             |
| 루마니아       | 루마니아어     | Consiliul de Ajutor Economic Reciproc                                                     | CAER            |
| 몽골           | 몽골어         | Эдийн засгийн харилцан туслалцах зөвлөл (Ediin zasgiin khariltsan tuslaltsakh zövlöl)     | ЭЗХТЗ (EZKhTZ)  |
| 베트남         | 베트남어       | Hội đồng Tương trợ Kinh tế                                                                | HĐTTKT          |
| 불가리아       | 불가리아어     | Съвет за икономическа взаимопомощ (Sǎvet za ikonomičeska vzaimopomošt)                    | СИВ (SIV)       |
| 소련           | 러시아어       | Сове́т Экономи́ческой Взаимопо́мощи (Sovet ekonomicheskoy vzaimopomoshchi)                   | СЭВ (SEV)       |
| 소련           | 라트비아어     | Savstarpējās ekonomiskās palīdzības padome                                                | SEPP            |
| 소련           | 리투아니아어   | Ekonominės Savitarpio Pagalbos Taryba                                                     | ESPT            |
| 소련           | 몰도바어       | Консилюл де Ажутор Економик Речипрок (Consiliul de Ajutor Economic Reciproc)              | КАЕР (CAER)     |
| 소련           | 벨라루스어     | Савет Эканамічнай Узаемадапамогі (Saviet Ekanamičnaj Uzajemadapamohi)                     | СЭУ (SEU)       |
| 소련           | 아르메니아어   | Խորհուրդը փոխադարձ տնտեսական աջակցության (Khorhurdy p'vokhadardz tntesakan ajakts'ut'yan) | Խփտա (KhPTA)    |
| 소련           | 아제르바이잔어 | Гаршылыглы Игтисади Јарадым Шурасы (Qarşılıqlı İqtisadi Yardım Şurası)                    | ГИЈШ (QİYŞ)     |
| 소련           | 에스토니아어   | Vastastikkuse Majandusabi Nõukogu                                                         | VMN             |
| 소련           | 우즈베크어     | Ўзаро Иқтисодий Ёрдам Кенгаши (O'zaro iqtisodiy yordam kengashi)                          | ЎИЁК (O'IYoK)   |
| 소련           | 우크라이나어   | Рада Економічної Взаємодопомоги (Rada Ekonomičnoji Vzajemodopomohy)                       | РЕВ (REV)       |
| 소련           | 조지아어       | ორმხრივი ეკონომიკური დახმარების საბჭო (Ormkhrivi Ekonomikuri Dakhmarebis Sabcho)          | ოედს (OEDS)     |
| 소련           | 카자흐어       | Экономикалық өзара көмек кеңесі (Ekonomıkalyq özara kömek keñesi)                         | ЭӨКК (EÖKK)     |
| 소련           | 키르기스어     | Өз ара Экономикалык Жардам үчүн кеңеш (Öz ara ekonomikalık jardam üçün keŋeş)             | ӨАЭЖҮК (ÖAEJÜK) |
| 소련           | 타지크어       | Шӯрои Барои Кумак Иқтисодии Муштарак (Shūroi baroi kumak iqtisodii mushtarak)             | ШБKИМ (ShBKIM)  |
| 소련           | 투르크멘어     | Ыкдысады Өзара Көмек Гүррңи (Ykdysady özara kömek gürrüňi)                                | ЫӨКГ (YÖKG)     |
| 쿠바           | 스페인어       | Consejo de Ayuda Mutua Económica                                                          | CAME            |
| 체코슬로바키아 | 체코어         | Rada vzájemné hospodářské pomoci                                                          | RVHP            |
| 체코슬로바키아 | 슬로바키아어   | Rada vzájomnej hospodárskej pomoci                                                        | RVHP            |
| 폴란드         | 폴란드어       | Rada Wzajemnej Pomocy Gospodarczej                                                        | RWPG            |
| 헝가리         | 헝가리어       | Kölcsönös Gazdasági Segítség Tanácsa                                                      | KGST            |

## 회원국
정회원국

경제상호원조회의 회원국 지도 (1986년 11월 자료)
정회원국
이전 회원국
준회원국
참관국

- 동독 (1950년 9월 가입, 1990년 10월 2일에 동서독 통일로 인하여 탈퇴)
- 루마니아 (1949년 1월 ~ 1991년 6월)
- 몽골 (1962년 6월 가입)
- 베트남 (1978년 6월 가입)
- 불가리아 (1949년 1월 ~ 1991년 6월)
- 소련 (1949년 1월 ~ 1991년 6월)
- 알바니아 (1949년 2월 가입, 1961년에 소련과의 갈등으로 인하여 활동 중단, 1987년에 완전 탈퇴)
- 체코슬로바키아 (1949년 1월 ~ 1991년 6월)
- 쿠바 (1972년 7월 가입)
- 폴란드 (1949년 1월 ~ 1991년 6월)
- 헝가리 (1949년 1월 ~ 1991년 6월)

준가맹국
- 유고슬라비아 (1964년에 준가맹국 지위 획득)

참관국
- 남예멘 (1986년에 참관국 지위 획득)
- 니카라과 (1984년에 참관국 지위 획득)
- 라오스 (1986년에 참관국 지위 획득)
- 멕시코 (1975년에 참관국 지위 획득)
- 모잠비크 (1985년에 참관국 지위 획득)
- 베트남 (베트남 민주공화국(북베트남) 시대였던 1949년에 참관국 지위 획득, 1978년 6월에 정회원국으로 승격)
- 북한 (1949년에 참관국 지위 획득)
- 아프가니스탄 (1986년에 참관국 지위 획득)
- 앙골라 (1976년에 참관국 지위 획득)
- 에티오피아 (1986년에 참관국 지위 획득)
- 이라크 (1975년에 참관국 지위 획득)
- 중화인민공화국 (1949년에 참관국 지위 획득, 1961년에 중소 분쟁으로 인하여 활동 중단)
- 핀란드 (1973년에 참관국 지위 획득)

## 같이 보기
- 소련의 역사